# Gmina Krzczonów
Die Gmina Krzczonów ist eine Landgemeinde im Powiat Lubelski der Woiwodschaft Lublin in Polen. Ihr Sitz ist das gleichnamige Dorf.

## Gliederung
Zur Landgemeinde Krzczonów gehören folgende Ortschaften:
Antoniówka
Boży Dar
Gierniak
Kosarzew Dolny
Kosarzew Górny
Kosarzew-Stróża
Krzczonów
Krzczonów Pierwszy
Krzczonów Drugi
Krzczonów Trzeci
Krzczonów-Folwark
Skałka
Krzczonów-Sołtysy
Lewandowszczyzna
Majdan Policki
Nowiny Żukowskie
Olszanka
Piotrkówek
Policzyzna
Pustelnik
Sobieska Wola Pierwsza
Sobieska Wola Druga
Teklin
Walentynów
Zielona
Żuków Pierwszy
Żuków Drugi
Żuków-Kolonia